# Culinária de Hunão
A culinária de Hunão, também conhecida como culinária de Xiang, consiste na culinária da região do rio Xiang, do lago Dongting e da província ocidental de Hunão, na China. É uma das Oito Grandes Tradições da culinária chinesa e é bem conhecida por seus sabores apimentados, aroma fresco e cores intensas. Apesar disso, apenas cerca de 20% da culinária utiliza o Capsicum para produzir um sabor picante forte. As técnicas comuns de cozimento incluem refogar, fritar, assar, brasear e defumar. Devido à alta produção agrícola da região, os ingredientes dos pratos de Hunão são muitos e variados.

## História
A história das habilidades culinárias empregadas na culinária de Hunão remonta ao século XVII. A primeira menção à pimenta nos jornais locais da província data de 1684, 21º ano do imperador Kangxi. No decorrer de sua história, a culinária de Hunão assimilou uma variedade de formas locais, evoluindo para seu próprio estilo. Alguns pratos conhecidos incluem frango frito com molho picante de Sichuan (chinês tradicional: 麻辣雞丁, chinês simplificado: 麻辣鸡丁, pinyin: málà jīdīng) e carne de porco defumada com feijão-verde longo seco (chinês tradicional: 干豆角蒸臘肉, chinês simplificado: 干豆角蒸腊肉, pinyin: gāndòujiǎo zhēng làròu).
A culinária de Hunão consiste em três estilos principais:
- Estilo do rio Xiang: Originário de Changsha, Xiangtan e Hengyang
- Estilo do lago Dongting: Originário de Yueyang, Yiyang e Changde
- Estilo Hunão ocidental: Originário de Zhangjiajie, Jishou e Huaihua

## Características

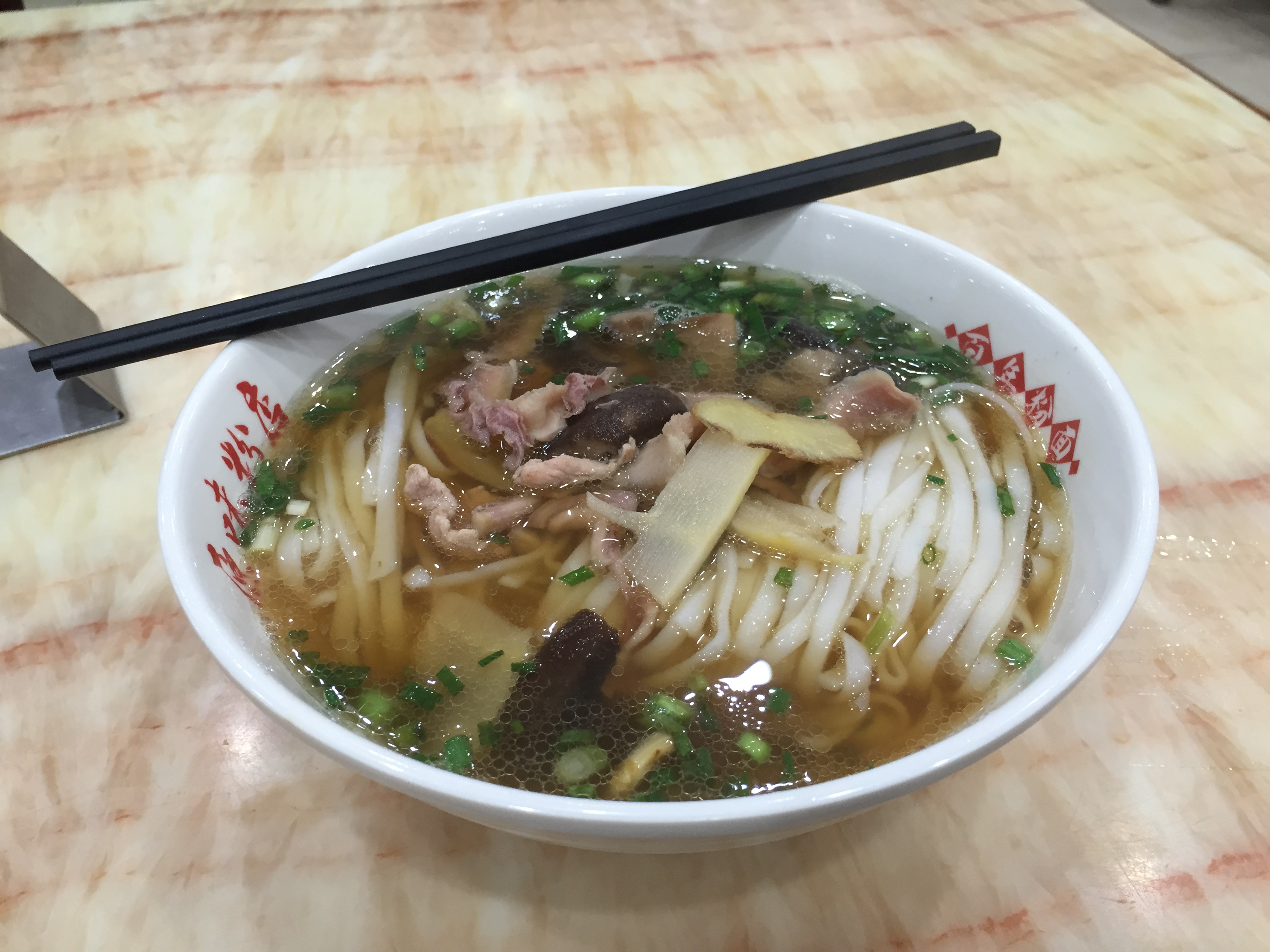
Tigela de macarrão de arroz de Changsha

Com seu uso abundante de pimentas, chalotas e alho, a culinária de Hunão é conhecida por ser gan la (chinês: 干辣, pinyin: gān là, lit. ‘seca e picante’) ou puramente picante, ao contrário da culinária de Sujuão, com a qual é frequentemente comparada. A culinária de Sichuan usa seu característico tempero ma la (chinês: 麻辣, pinyin: má là, lit. ‘picante e anestesiante’) e outras combinações complexas de sabores, empregando com frequência a pimenta-de-Sichuan juntamente com pimentas frequentemente secas. Ela também utiliza mais ingredientes e condimentos secos ou conservados. A culinária de Hunão, por outro lado, é geralmente mais apimentada pelo teor de pimenta pura e contém uma variedade maior de ingredientes frescos. Tanto a culinária de Hunão quanto a de Sichuan talvez sejam significativamente mais oleosas do que as outras culinárias da China, mas os pratos de Sichuan são geralmente mais oleosos do que os de Hunão. Outra característica que distingue a culinária de Hunão da culinária de Sichuan é que a culinária de Hunão usa produtos defumados e curados em seus pratos com muito mais frequência.
O cardápio da culinária de Hunão muda conforme as estações. Em um verão quente e úmido, a refeição começa geralmente com pratos frios ou uma travessa com uma seleção de carnes frias com pimentas para abrir os poros e manter o frescor no verão. No inverno, uma escolha popular é a Huo Guo, que se acredita aquecer o sangue nos meses frios. Uma Huo Guo especial chamada yuanyang huoguo (chinês tradicional: 鴛鴦火鍋, chinês simplificado: 鸳鸯火锅, pinyin: yuānyāng hǔogūo, lit. ‘Panela quente de pato-mandarim’) é conhecida por dividir a panela em dois lados - um picante e outro suave. Um dos pratos clássicos da culinária de Hunão, servido em restaurantes e em casa, é a carne de porco frita com pimenta. Ele é feito com vários ingredientes comuns: barriga de porco, pimenta-verde, feijão-preto fermentado e outros temperos.

## Lista de pratos de destaque
| Português                                                  | Chinês tradicional | Chinês simplificado | Pinyin                  | Notas |
| ---------------------------------------------------------- | ------------------ | ------------------- | ----------------------- | ----- |
| Aletria de arroz no estilo de Changsha                     | 長沙米粉           | 长沙米粉            | chǎngshā mǐfěn          |       |
| Carne bovina cozida à moda de Changde com aletria de arroz | 常德牛肉粉         | 常德牛肉粉          | chángdé niúròu fěn      |       |
| Tofu fedido de Changsha                                    | 長沙臭豆腐         | 长沙臭豆腐          | chǎngshā chòu dòufu     |       |
| Presunto curado com feijão-fradinho                        | 酸豆角炒臘肉       | 酸豆角炒腊肉        | suān dòujiǎo chǎo làròu |       |
| Frango Dong'an                                             | 東安子雞           | 东安子鸡            | dōng'ān zǐjī            |       |
| Frango "dry-wok"                                           | 干鍋雞             | 干锅鸡              | gānguō jī               |       |
| Tofu caseiro                                               | 家常豆腐           | 家常豆腐            | jiācháng dòufǔ          |       |
| Sementes de lótus em xarope de açúcar cristalizado         | 冰糖湘蓮           | 冰糖湘莲            | bīngtáng xiānglián      |       |
| Carne de porco assada do Mao                               | 毛氏紅燒肉         | 毛氏红烧肉          | Máo shì hóngshāo ròu    |       |
| Frango Mala                                                | 麻辣子雞           | 麻辣子鸡            | málà zǐjī               |       |
| Purê de camarão em casca de lótus                          | 蓮藕蝦仁           | 莲藕虾仁            | lián'ǒu xiārén          |       |
| Almôndegas peroladas                                       | 珍珠肉丸           | 珍珠肉丸            | zhēnzhū ròuwán          |       |
| Bolo de abóbora                                            | 南瓜餅             | 南瓜饼              | nánguā bǐng             |       |
| Carne de porco salteada com pimenta                        | 農家小炒肉         | 农家小炒肉          | nóngjiā xiǎo chǎoròu    |       |
| Sabores defumados cozidos no vapor                         | 臘味合蒸           | 腊味合蒸            | làwèi hézhēng           |       |
| Entrecosto de porco cozido no vapor em bambu               | 竹筒蒸排骨         | 竹筒蒸排骨          | zhútǒng zhēng páigǔ     |       |
| Lagostins apimentados                                      | 香辣口味蝦         | 香辣口味虾          | xiāng là kǒu wèi xiā    | [ 8 ] |
| Cabeça de peixe cozida no vapor com molho de pimenta       | 剁椒蒸魚頭         | 剁椒蒸鱼头          | duòjiāo zhēng yútóu     |       |
| Sangue de pato refogado                                    | 炒血鴨             | 炒血鸭              | chǎoxuéyā               |       |
| Carne refogada com Douchi e pimentas                       | 豆豉辣椒炒肉       | 豆豉辣椒炒肉        | dòuchǐ làjiāo chǎoròu   |       |
| Molho de pimenta Yongfeng                                  | 永豐辣醬           | 永丰辣酱            | yǒng fēng làjiàng       |       |

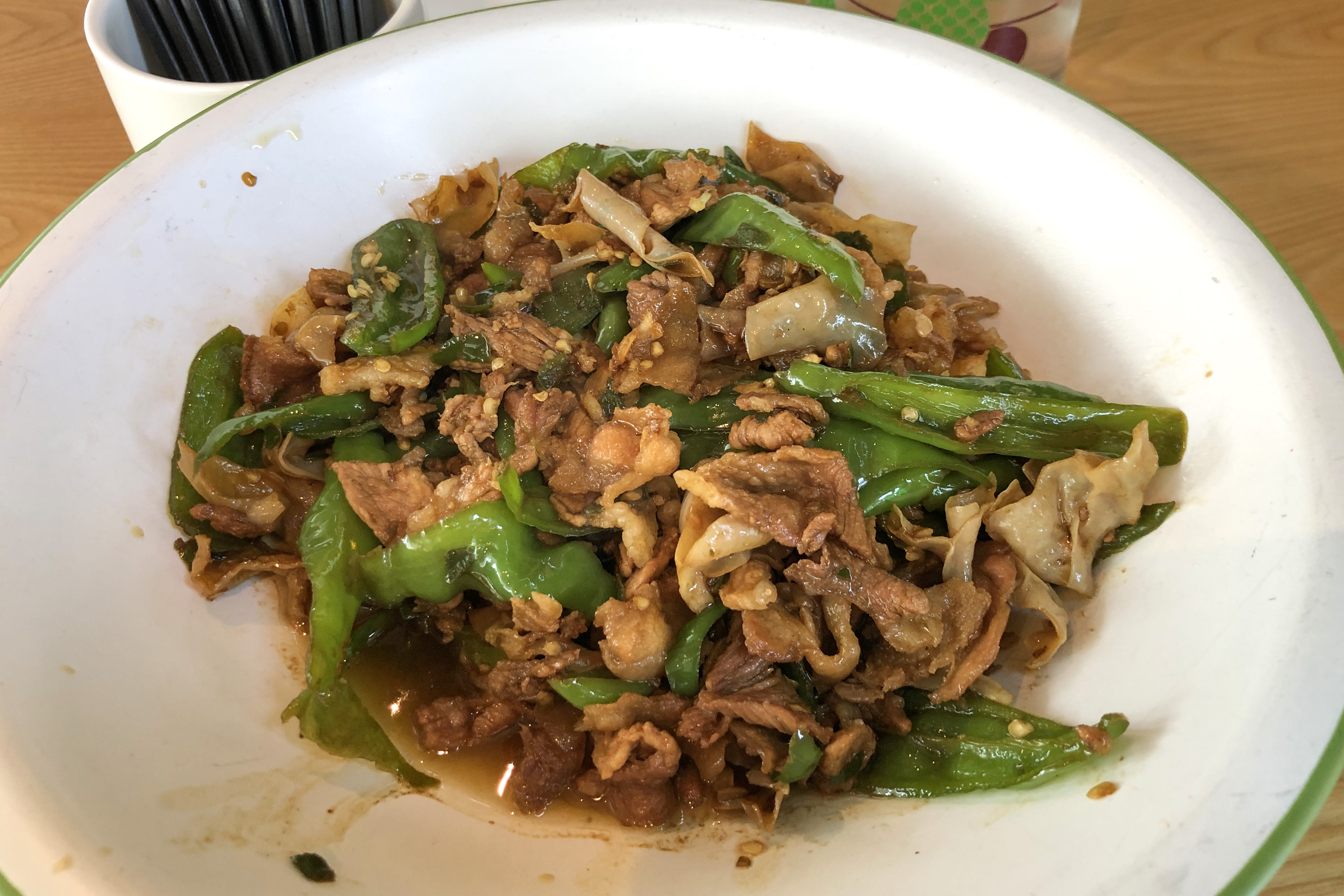
Carne de porco salteada com pimenta

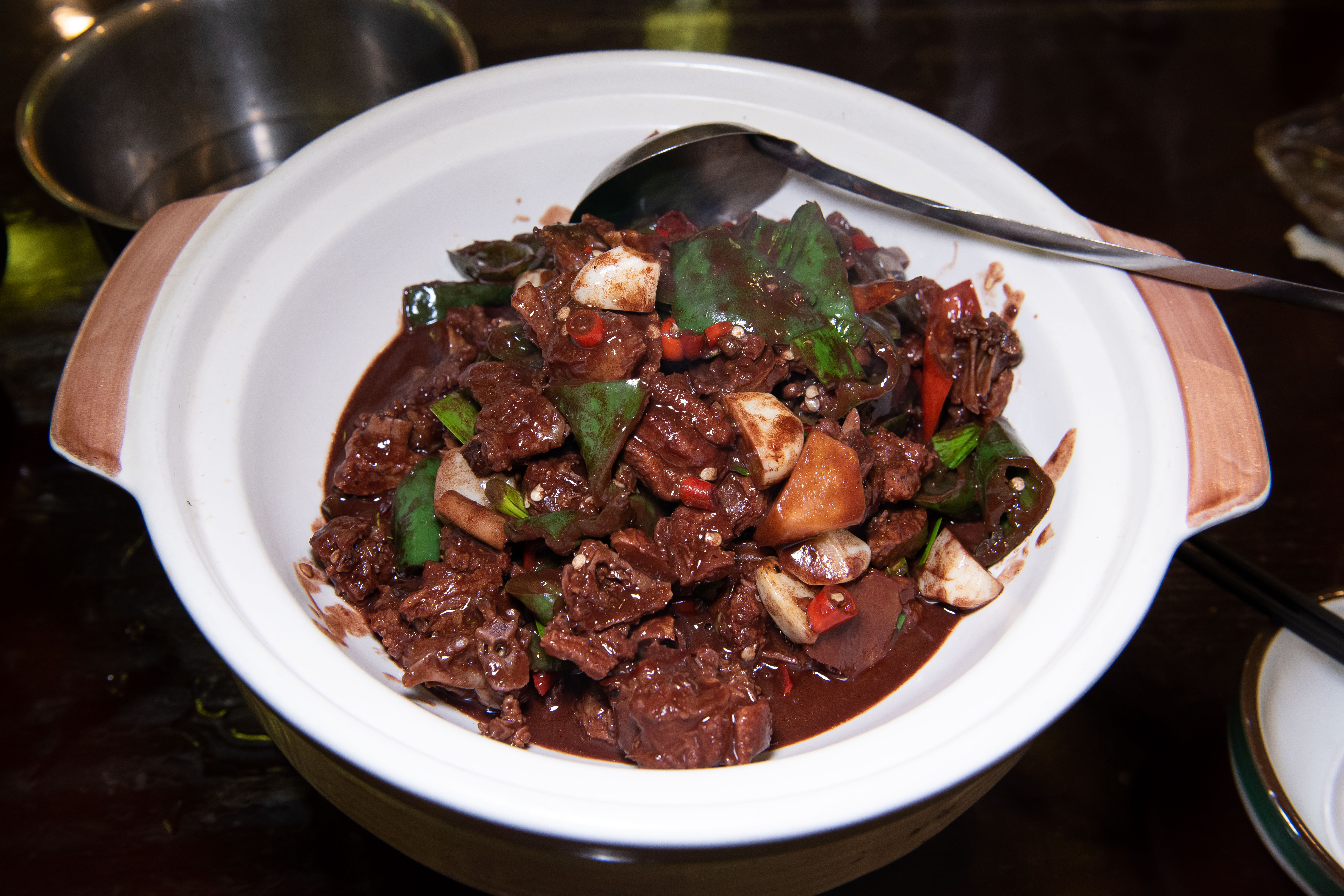
Xueya, pato salteado com sangue de pato, originário de Yongzhou

Uma análise da culinária de Hunão, em geral, pode listar uma série de pratos picantes, geralmente, mas nem sempre, muito quentes e apimentados.